# معركة عين العرب (2015)
معركة عين العرب(2015) ويطلق عليها البعض مجزرة عين العرب، كانت سلسلة من العمليات التفجيرية والهجمات على الفصائل المسلحة الكردية والجيش الحر من قبل الدولة الإسلامية. فقدت الدولة الإسلامية في الأشهر الأخيرة أكثر من خمسين قرية وبلدة في الريف الشمالي للرقة لصالح المقاتلين الأكراد والجيش الحر الذين تمكنوا بمؤازرة غارات التحالف الدولي من استعادة عين العرب في يناير وعدد كبير من القرى والبلدات المحيطة. سيطرت وحدات حماية الشعب على عين العرب لأول مرة يوم 19 يوليو 2012 بعد انسحاب قوات الحكومة السورية.